# Brasowo
Brasowo (ros. Брасово) – wieś (sieło) w Rosji, w obwodzie briańskim, w rejonie brasowskim. W 2010 liczyła 1501 mieszkańców.

## Urodzeni
- Nikołaj Sławin – radziecki wojskowy.